# Чемпіонат Європи з футболу 2016 (склади команд)
В чемпіонаті Європи з футболу 2016 року взяли участь 24 національних збірних, які повинні були подати заявку з 23 гравців, три з яких мають бути воротарями, до 31 травня 2016 року, за 10 днів до початку першого матчу турніру. У разі, якщо гравець з представленого списку отримав травму чи захворів до початку першого матчу своєї команди на турнірі, то він може бути замінений, при умови, що лікар команди і лікар з медичного комітету УЄФА підтвердять, що травма або хвороба є досить серйозною і не дозволяє взяти участі гравця в турнірі.

## Група A

### Франція
Головний тренер: Дідьє Дешам
Заявка з 23 гравців була оголошена головним тренером 12 травня 2016 року.. 
Рафаель Варан потрапив в остачону заявку команди, але після цього отримав травму і був замінений на Аділя Рамі;
Жеремі Матьє був замінений на Самюеля Умтіті; Лассана Діарра був замінений на Моргана Шнедерлена. Номери гравців були оголошені 30 травня

| №  | Поз. | Гравець           | Дата народження (вік)           | Ігри | Голи | Клуб              |
| -- | ---- | ----------------- | ------------------------------- | ---- | ---- | ----------------- |
| 1  | ВР   | Уго Льоріс (к)    | 26 грудня 1986 (вік 29 років)   | 73   | 0    | Тоттенгем Готспур |
| 2  | ЗХ   | Кристоф Жаллє     | 31 жовтня 1983 (вік 32 роки)    | 11   | 1    | Ліон              |
| 3  | ЗХ   | Патріс Евра       | 15 травня 1981 (вік 35 років)   | 71   | 0    | Ювентус           |
| 4  | ЗХ   | Аділь Рамі        | 27 грудня 1985 (вік 30 років)   | 26   | 1    | Севілья           |
| 5  | ПЗ   | Н'Голо Канте      | 29 березня 1991 (вік 25 років)  | 2    | 1    | Лестер Сіті       |
| 6  | ПЗ   | Йоан Кабай        | 14 січня 1986 (вік 30 років)    | 44   | 4    | Крістал Пелес     |
| 7  | НП   | Антуан Грізманн   | 21 березня 1991 (вік 25 років)  | 26   | 7    | Атлетіко (Мадрид) |
| 8  | ПЗ   | Дімітрі Паєт      | 29 березня 1987 (вік 29 років)  | 17   | 2    | Вест Гем Юнайтед  |
| 9  | НП   | Олів'є Жіру       | 30 вересня 1986 (вік 29 років)  | 47   | 14   | Арсенал           |
| 10 | НП   | Андре-П'єр Жиньяк | 5 грудня 1985 (вік 30 років)    | 25   | 7    | УАНЛ Тигрес       |
| 11 | НП   | Антоні Марсьяль   | 5 грудня 1995 (вік 20 років)    | 8    | 0    | Манчестер Юнайтед |
| 12 | ПЗ   | Морган Шнедерлен  | 8 листопада 1989 (вік 26 років) | 15   | 0    | Манчестер Юнайтед |
| 13 | ЗХ   | Ельякім Мангала   | 13 лютого 1991 (вік 25 років)   | 7    | 0    | Манчестер Сіті    |
| 14 | ПЗ   | Блез Матюїді      | 9 квітня 1987 (вік 29 років)    | 42   | 7    | Парі Сен-Жермен   |
| 15 | ПЗ   | Поль Погба        | 15 березня 1993 (вік 23 роки)   | 29   | 5    | Ювентус           |
| 16 | ВР   | Стів Манданда     | 28 березня 1985 (вік 31 рік)    | 22   | 0    | Марсель           |
| 17 | ЗХ   | Люка Дінь         | 20 липня 1993 (вік 22 роки)     | 12   | 0    | Рома              |
| 18 | ПЗ   | Мусса Сіссоко     | 16 серпня 1989 (вік 26 років)   | 36   | 1    | Ньюкасл Юнайтед   |
| 19 | ЗХ   | Бакарі Санья      | 14 лютого 1983 (вік 33 роки)    | 55   | 0    | Манчестер Сіті    |
| 20 | ПЗ   | Кінгслі Коман     | 13 червня 1996 (вік 19 років)   | 4    | 1    | Баварія (Мюнхен)  |
| 21 | ЗХ   | Лоран Косельні    | 10 вересня 1985 (вік 30 років)  | 27   | 0    | Арсенал           |
| 22 | ЗХ   | Самюель Умтіті    | 14 листопада 1993 (вік 22 роки) | 0    | 0    | Ліон              |
| 23 | ВР   | Бенуа Костіль     | 3 липня 1987 (вік 28 років)     | 0    | 0    | Ренн              |

### Румунія
Головний тренер: Анґєл Йорденєску
Румунія оголосила остаточний склад і номери футболістів 31 травня
| №  | Поз. | Гравець            | Дата народження (вік)            | Ігри | Голи | Клуб                |
| -- | ---- | ------------------ | -------------------------------- | ---- | ---- | ------------------- |
| 1  | ВР   | Костел Пантілімон  | 1 лютого 1987 (вік 29 років)     | 22   | 0    | Вотфорд             |
| 2  | ЗХ   | Александру Мецел   | 17 жовтня 1989 (вік 26 років)    | 16   | 0    | Динамо (Загреб)     |
| 3  | ЗХ   | Резван Рац         | 26 травня 1981 (вік 35 років)    | 110  | 2    | Райо Вальєкано      |
| 4  | ЗХ   | Космін Моці        | 3 грудня 1984 (вік 31 рік)       | 7    | 0    | Лудогорець          |
| 5  | ПЗ   | Овідіу Хобан       | 27 грудня 1982 (вік 33 роки)     | 19   | 1    | Хапоель (Беер-Шева) |
| 6  | ЗХ   | Влад Кірікеш (к)   | 14 листопада 1989 (вік 26 років) | 40   | 0    | Наполі              |
| 7  | ПЗ   | Александру Кіпчу   | 18 травня 1989 (вік 27 років)    | 20   | 3    | Стяуа               |
| 8  | ПЗ   | Міхай Пінтілій     | 9 листопада 1984 (вік 31 рік)    | 30   | 1    | Стяуа               |
| 9  | НП   | Деніс Алібек       | 5 січня 1991 (вік 25 років)      | 3    | 1    | Астра               |
| 10 | ПЗ   | Ніколае Станчу     | 7 травня 1993 (вік 23 роки)      | 4    | 3    | Стяуа               |
| 11 | ПЗ   | Габріел Торже      | 22 листопада 1989 (вік 26 років) | 49   | 10   | Османлиспор         |
| 12 | ВР   | Чіпріан Тетерушану | 9 лютого 1986 (вік 30 років)     | 35   | 0    | Фіорентіна          |
| 13 | НП   | Клаудіу Кешеру     | 2 грудня 1986 (вік 29 років)     | 12   | 4    | Лудогорець          |
| 14 | НП   | Флорін Андоне      | 11 квітня 1993 (вік 23 роки)     | 5    | 1    | Кордова             |
| 15 | ЗХ   | Валеріке Геман     | 25 лютого 1989 (вік 27 років)    | 13   | 1    | Астра               |
| 16 | ЗХ   | Стеліано Філіп     | 15 травня 1994 (вік 22 роки)     | 4    | 0    | Динамо (Бухарест)   |
| 17 | ПЗ   | Лучіан Синмертян   | 13 березня 1980 (вік 36 років)   | 19   | 0    | Аль-Іттіхад         |
| 18 | ПЗ   | Андрей Препеліце   | 8 грудня 1985 (вік 30 років)     | 9    | 0    | Лудогорець          |
| 19 | НП   | Богдан Станку      | 28 червня 1987 (вік 28 років)    | 39   | 9    | Генчлербірлігі      |
| 20 | ПЗ   | Адріан Попа        | 24 липня 1988 (вік 27 років)     | 13   | 0    | Стяуа               |
| 21 | ЗХ   | Драгош Грігоре     | 7 вересня 1986 (вік 29 років)    | 19   | 0    | Аль-Сайлія          |
| 22 | ЗХ   | Крістіан Сепунару  | 5 квітня 1984 (вік 32 роки)      | 12   | 0    | Пандурій            |
| 23 | ВР   | Сілвіу Лунг        | 4 червня 1989 (вік 27 років)     | 3    | 0    | Астра               |

### Албанія
Головний тренер:  Джанні Де Б'язі
Албанія оголосила остаточну заявку 31 травня
| №  | Поз. | Гравець         | Дата народження (вік)            | Ігри | Голи | Клуб            |
| -- | ---- | --------------- | -------------------------------- | ---- | ---- | --------------- |
| 1  | ВР   | Етріт Беріша    | 10 березня 1989 (вік 27 років)   | 34   | 0    | Лаціо           |
| 2  | ЗХ   | Анді Ліла       | 12 лютого 1986 (вік 30 років)    | 59   | 0    | ПАС Яніна       |
| 3  | ПЗ   | Ермір Леньяні   | 5 серпня 1989 (вік 26 років)     | 18   | 3    | Нант            |
| 4  | ЗХ   | Елсеїд Хисай    | 20 лютого 1994 (вік 22 роки)     | 19   | 0    | Наполі          |
| 5  | ПЗ   | Лорік Цана (к)  | 27 червня 1983 (вік 32 роки)     | 91   | 1    | Нант            |
| 6  | ЗХ   | Фредерік Веселі | 20 листопада 1992 (вік 23 роки)  | 3    | 0    | Лугано          |
| 7  | ЗХ   | Ансі Аголлі     | 11 листопада 1982 (вік 33 роки)  | 60   | 2    | Карабах (Агдам) |
| 8  | ПЗ   | Мігьєн Баша     | 5 січня 1987 (вік 29 років)      | 18   | 3    | Комо            |
| 9  | ПЗ   | Ледіан Мемушай  | 7 грудня 1986 (вік 29 років)     | 13   | 0    | Пескара         |
| 10 | НП   | Армандо Садіку  | 27 травня 1991 (вік 25 років)    | 19   | 4    | Вадуц           |
| 11 | НП   | Шкельзен Гаші   | 15 липня 1988 (вік 27 років)     | 13   | 1    | Колорадо Репідз |
| 12 | ВР   | Оргес Шехі      | 25 вересня 1977 (вік 38 років)   | 7    | 0    | Скендербеу      |
| 13 | ПЗ   | Бурім Кукелі    | 16 січня 1984 (вік 32 роки)      | 15   | 0    | Цюрих           |
| 14 | ПЗ   | Таулант Джака   | 28 березня 1991 (вік 25 років)   | 11   | 0    | Базель          |
| 15 | ЗХ   | Мергім Маврай   | 9 червня 1986 (вік 30 років)     | 25   | 3    | Кельн           |
| 16 | НП   | Сокол Цикаллеші | 27 липня 1990 (вік 25 років)     | 19   | 2    | Істанбул ББ     |
| 17 | ЗХ   | Насер Алії      | 27 грудня 1993 (вік 22 роки)     | 5    | 0    | Базель          |
| 18 | ЗХ   | Арлінд Аєті     | 25 вересня 1993 (вік 22 роки)    | 9    | 1    | Фрозіноне       |
| 19 | НП   | Бекім Балай     | 11 січня 1991 (вік 25 років)     | 15   | 2    | Рієка           |
| 20 | ПЗ   | Ергиз Каче      | 8 липня 1993 (вік 22 роки)       | 15   | 2    | ПАОК            |
| 21 | ПЗ   | Одісе Роші      | 21 травня 1991 (вік 25 років)    | 32   | 1    | Рієка           |
| 22 | ПЗ   | Амір Абраші     | 27 березня 1990 (вік 26 років)   | 17   | 0    | Фрайбург        |
| 23 | ВР   | Албан Ходжа     | 23 листопада 1987 (вік 28 років) | 1    | 0    | Партизані       |

### Швейцарія
Головний тренер: Владимир Петкович
Швейцарія оголосила остаточну заявку 30 травня.
| №  | Поз. | Гравець                | Дата народження (вік)            | Ігри | Голи | Клуб                     |
| -- | ---- | ---------------------- | -------------------------------- | ---- | ---- | ------------------------ |
| 1  | ВР   | Янн Зоммер             | 7 грудня 1988 (вік 27 років)     | 17   | 0    | Боруссія (Менхенгладбах) |
| 2  | ЗХ   | Штефан Ліхтштайнер (к) | 16 січня 1984 (вік 32 роки)      | 80   | 5    | Ювентус                  |
| 3  | ЗХ   | Франсуа Мубандже       | 21 червня 1990 (вік 25 років)    | 10   | 0    | Тулуза                   |
| 4  | ЗХ   | Ніко Ельведі           | 30 вересня 1996 (вік 19 років)   | 1    | 0    | Боруссія (Менхенгладбах) |
| 5  | ЗХ   | Стів фон Берген        | 10 червня 1983 (вік 33 роки)     | 49   | 0    | Янг Бойз                 |
| 6  | ЗХ   | Міхаель Ланг           | 08 лютого 1991 (вік 25 років)    | 15   | 2    | Базель                   |
| 7  | НП   | Брель Емболо           | 14 лютого 1997 (вік 19 років)    | 9    | 1    | Базель                   |
| 8  | ПЗ   | Фабіан Фрай            | 8 січня 1989 (вік 27 років)      | 7    | 1    | Майнц 05                 |
| 9  | НП   | Гаріс Сеферович        | 22 лютого 1992 (вік 24 роки)     | 29   | 7    | Айнтрахт (Франкфурт)     |
| 10 | ПЗ   | Граніт Джака           | 27 вересня 1992 (вік 23 роки)    | 41   | 6    | Боруссія (Менхенгладбах) |
| 11 | ПЗ   | Валон Беграмі          | 19 квітня 1985 (вік 31 рік)      | 64   | 2    | Вотфорд                  |
| 12 | ВР   | Марвін Гітц            | 18 вересня 1987 (вік 28 років)   | 2    | 0    | Аугсбург                 |
| 13 | ЗХ   | Рікардо Родрігес       | 25 серпня 1992 (вік 23 роки)     | 35   | 0    | Вольфсбург               |
| 14 | ПЗ   | Деніс Закарія          | 20 листопада 1996 (вік 19 років) | 0    | 0    | Янг Бойз                 |
| 15 | ПЗ   | Блерім Джемайлі        | 12 квітня 1986 (вік 30 років)    | 46   | 6    | Дженоа                   |
| 16 | ПЗ   | Желсон Фернандес       | 2 вересня 1986 (вік 29 років)    | 55   | 2    | Ренн                     |
| 17 | НП   | Шані Тарашай           | 7 лютого 1995 (вік 21 рік)       | 2    | 0    | Грассгоппер              |
| 18 | НП   | Адмір Мехмеді          | 16 березня 1991 (вік 25 років)   | 40   | 3    | Баєр 04                  |
| 19 | НП   | Ерен Дердійок          | 12 червня 1988 (вік 27 років)    | 50   | 10   | Касимпаша                |
| 20 | ЗХ   | Йоган Джуру            | 18 січня 1987 (вік 29 років)     | 59   | 2    | Гамбург                  |
| 21 | ВР   | Роман Бюркі            | 14 листопада 1990 (вік 25 років) | 4    | 0    | Боруссія (Дортмунд)      |
| 22 | ЗХ   | Фабіан Шер             | 20 грудня 1991 (вік 24 роки)     | 19   | 5    | Гоффенгайм 1899          |
| 23 | ПЗ   | Джердан Шачірі         | 10 жовтня 1991 (вік 24 роки)     | 51   | 17   | Сток Сіті                |

## Група B

### Англія
Головний тренер: Рой Годжсон
Англія оголосила остаточну заявку 31 травня.
| №  | Поз. | Гравець           | Дата народження (вік)            | Ігри | Голи | Клуб              |
| -- | ---- | ----------------- | -------------------------------- | ---- | ---- | ----------------- |
| 1  | ВР   | Джо Гарт          | 19 квітня 1987 (вік 29 років)    | 58   | 0    | Манчестер Сіті    |
| 2  | ЗХ   | Кайл Вокер        | 28 травня 1990 (вік 26 років)    | 15   | 0    | Тоттенгем Готспур |
| 3  | ЗХ   | Денні Роуз        | 2 липня 1990 (вік 25 років)      | 3    | 0    | Тоттенгем Готспур |
| 4  | ПЗ   | Джеймс Мілнер     | 4 січня 1986 (вік 30 років)      | 59   | 1    | Ліверпуль         |
| 5  | ЗХ   | Гарі Кегілл       | 19 грудня 1985 (вік 30 років)    | 42   | 3    | Челсі             |
| 6  | ЗХ   | Кріс Смоллінг     | 22 листопада 1989 (вік 26 років) | 24   | 0    | Манчестер Юнайтед |
| 7  | ПЗ   | Рагім Стерлінг    | 8 грудня 1994 (вік 21 рік)       | 22   | 2    | Манчестер Сіті    |
| 8  | ПЗ   | Адам Лаллана      | 10 травня 1988 (вік 28 років)    | 22   | 0    | Ліверпуль         |
| 9  | НП   | Гаррі Кейн        | 28 липня 1993 (вік 22 роки)      | 11   | 5    | Тоттенгем Готспур |
| 10 | НП   | Вейн Руні (к)     | 24 жовтня 1985 (вік 30 років)    | 110  | 52   | Манчестер Юнайтед |
| 11 | НП   | Джеймі Варді      | 11 січня 1987 (вік 29 років)     | 7    | 3    | Лестер Сіті       |
| 12 | ЗХ   | Натаніел Клайн    | 5 квітня 1991 (вік 25 років)     | 12   | 0    | Ліверпуль         |
| 13 | ВР   | Фрейзер Форстер   | 17 березня 1988 (вік 28 років)   | 6    | 0    | Саутгемптон       |
| 14 | ПЗ   | Джордан Гендерсон | 17 червня 1990 (вік 25 років)    | 25   | 0    | Ліверпуль         |
| 15 | НП   | Деніел Старрідж   | 1 вересня 1989 (вік 26 років)    | 17   | 5    | Ліверпуль         |
| 16 | ЗХ   | Джон Стоунс       | 28 травня 1994 (вік 22 роки)     | 10   | 0    | Евертон           |
| 17 | ПЗ   | Ерік Даєр         | 15 січня 1994 (вік 22 роки)      | 6    | 1    | Тоттенгем Готспур |
| 18 | ПЗ   | Джек Вілшир       | 1 січня 1992 (вік 24 роки)       | 30   | 2    | Арсенал           |
| 19 | ПЗ   | Росс Барклі       | 5 грудня 1993 (вік 22 роки)      | 22   | 2    | Евертон           |
| 20 | ПЗ   | Деле Аллі         | 11 квітня 1996 (вік 20 років)    | 7    | 1    | Тоттенгем Готспур |
| 21 | ЗХ   | Раян Бертранд     | 5 серпня 1989 (вік 26 років)     | 8    | 0    | Саутгемптон       |
| 22 | НП   | Маркус Рашфорд    | 31 жовтня 1997 (вік 18 років)    | 1    | 1    | Манчестер Юнайтед |
| 23 | ВР   | Том Гітон         | 15 квітня 1986 (вік 30 років)    | 1    | 0    | Бернлі            |

### Росія
Головний тренер: Леонід Слуцький
Росія оголосила остаточний склад 21 травня. Після цього півзахисник Алан Дзагоєв, що був включений до остаточної заявки, отримав травму і був замінений на Дмитра Торбинського.. 7 червня Ігор Денисов через травму був замінений на Артура Юсупова
| №  | Поз. | Гравець             | Дата народження (вік)          | Ігри | Голи | Клуб                    |
| -- | ---- | ------------------- | ------------------------------ | ---- | ---- | ----------------------- |
| 1  | ВР   | Ігор Акінфєєв       | 8 квітня 1986 (вік 30 років)   | 86   | 0    | ЦСКА (Москва)           |
| 2  | ЗХ   | Роман Шишкін        | 27 січня 1987 (вік 29 років)   | 10   | 0    | Локомотив (Москва)      |
| 3  | ЗХ   | Ігор Смольников     | 8 серпня 1988 (вік 27 років)   | 12   | 0    | Зеніт (Санкт-Петербург) |
| 4  | ЗХ   | Сергій Ігнашевич    | 14 липня 1979 (вік 36 років)   | 115  | 8    | ЦСКА (Москва)           |
| 5  | ЗХ   | Роман Нойштедтер    | 18 лютого 1988 (вік 28 років)  | 0    | 0    | Шальке 04               |
| 6  | ЗХ   | Олексій Березуцький | 20 червня 1982 (вік 33 роки)   | 57   | 0    | ЦСКА (Москва)           |
| 7  | ПЗ   | Артур Юсупов        | 1 вересня 1989 (вік 26 років)  | 2    | 0    | Зеніт (Санкт-Петербург) |
| 8  | ПЗ   | Денис Глушаков      | 27 січня 1987 (вік 29 років)   | 42   | 4    | Спартак (Москва)        |
| 9  | НП   | Олександр Кокорін   | 19 березня 1991 (вік 25 років) | 37   | 11   | Зеніт (Санкт-Петербург) |
| 10 | НП   | Федір Смолов        | 5 лютого 1990 (вік 26 років)   | 12   | 5    | Краснодар               |
| 11 | ПЗ   | Павло Мамаєв        | 17 вересня 1988 (вік 27 років) | 10   | 0    | Краснодар               |
| 12 | ВР   | Юрій Лодигін        | 26 травня 1990 (вік 26 років)  | 10   | 0    | Зеніт (Санкт-Петербург) |
| 13 | ПЗ   | Олександр Головін   | 30 травня 1996 (вік 20 років)  | 3    | 2    | ЦСКА (Москва)           |
| 14 | ЗХ   | Василь Березуцький  | 20 червня 1982 (вік 33 роки)   | 93   | 4    | ЦСКА (Москва)           |
| 15 | ПЗ   | Роман Широков (к)   | 6 липня 1981 (вік 34 роки)     | 53   | 13   | ЦСКА (Москва)           |
| 16 | ВР   | Гільєрме            | 12 грудня 1985 (вік 30 років)  | 1    | 0    | Локомотив (Москва)      |
| 17 | ПЗ   | Олег Шатов          | 29 червня 1990 (вік 25 років)  | 21   | 2    | Зеніт (Санкт-Петербург) |
| 18 | ПЗ   | Олег Іванов         | 4 серпня 1986 (вік 29 років)   | 3    | 0    | Терек                   |
| 19 | ПЗ   | Олександр Самедов   | 19 липня 1984 (вік 31 рік)     | 28   | 3    | Локомотив (Москва)      |
| 20 | ПЗ   | Дмитро Торбинський  | 28 квітня 1984 (вік 32 роки)   | 28   | 2    | Краснодар               |
| 21 | ЗХ   | Георгій Щенніков    | 27 квітня 1991 (вік 25 років)  | 7    | 0    | ЦСКА (Москва)           |
| 22 | НП   | Артем Дзюба         | 22 серпня 1988 (вік 27 років)  | 16   | 8    | Зеніт (Санкт-Петербург) |
| 23 | ЗХ   | Дмитро Комбаров     | 22 січня 1987 (вік 29 років)   | 38   | 2    | Спартак (Москва)        |

### Уельс
Головний тренер: Кріс Коулмен
Уельс оголосив остаточну заявку 31 травня.
| №  | Поз. | Гравець           | Дата народження (вік)          | Ігри | Голи | Клуб                      |
| -- | ---- | ----------------- | ------------------------------ | ---- | ---- | ------------------------- |
| 1  | ВР   | Вейн Геннессі     | 24 січня 1987 (вік 29 років)   | 56   | 0    | Крістал Пелес             |
| 2  | ЗХ   | Кріс Гантер       | 21 липня 1989 (вік 26 років)   | 66   | 0    | Редінг                    |
| 3  | ЗХ   | Ніл Тейлор        | 7 лютого 1989 (вік 27 років)   | 27   | 0    | Свонсі Сіті               |
| 4  | ЗХ   | Бен Дейвіс        | 24 квітня 1993 (вік 23 роки)   | 19   | 0    | Тоттенгем Готспур         |
| 5  | ЗХ   | Джеймс Честер     | 23 січня 1989 (вік 27 років)   | 10   | 0    | Вест-Бромвіч Альбіон      |
| 6  | ЗХ   | Ешлі Вільямс (к)  | 23 серпня 1984 (вік 31 рік)    | 58   | 1    | Свонсі Сіті               |
| 7  | ПЗ   | Джо Аллен         | 14 березня 1990 (вік 26 років) | 25   | 0    | Ліверпуль                 |
| 8  | ПЗ   | Енді Кінг         | 29 жовтня 1988 (вік 27 років)  | 32   | 2    | Лестер Сіті               |
| 9  | НП   | Гел Робсон-Кану   | 21 травня 1989 (вік 27 років)  | 30   | 2    | Редінг                    |
| 10 | ПЗ   | Аарон Ремзі       | 26 грудня 1990 (вік 25 років)  | 38   | 10   | Арсенал                   |
| 11 | НП   | Гарет Бейл        | 16 липня 1989 (вік 26 років)   | 54   | 19   | Реал Мадрид               |
| 12 | ВР   | Овейн Вон Вільямс | 17 березня 1987 (вік 29 років) | 1    | 0    | Інвернесс Каледоніан Тісл |
| 13 | НП   | Джордж Вільямс    | 7 вересня 1995 (вік 20 років)  | 7    | 0    | Джиллінгем                |
| 14 | ПЗ   | Девід Едвардс     | 3 лютого 1986 (вік 30 років)   | 31   | 3    | Вулвергемптон Вондерерз   |
| 15 | ЗХ   | Джаз Річардс      | 12 квітня 1991 (вік 25 років)  | 9    | 0    | Фулгем                    |
| 16 | ПЗ   | Джо Ледлі         | 23 січня 1987 (вік 29 років)   | 61   | 4    | Крістал Пелес             |
| 17 | НП   | Девід Коттерілл   | 4 грудня 1987 (вік 28 років)   | 23   | 2    | Бірмінгем Сіті            |
| 18 | НП   | Сем Воукс         | 21 жовтня 1989 (вік 26 років)  | 39   | 6    | Бернлі                    |
| 19 | ЗХ   | Джеймс Коллінз    | 23 серпня 1983 (вік 32 роки)   | 46   | 3    | Вест Гем Юнайтед          |
| 20 | ПЗ   | Джонні Вільямс    | 9 жовтня 1993 (вік 22 роки)    | 11   | 0    | Мілтон Кінз Донз          |
| 21 | ВР   | Денні Ворд        | 22 червня 1993 (вік 22 роки)   | 1    | 0    | Ліверпуль                 |
| 22 | ПЗ   | Девід Воун        | 18 лютого 1983 (вік 33 роки)   | 41   | 1    | Ноттінгем Форест          |
| 23 | НП   | Саймон Черч       | 10 грудня 1988 (вік 27 років)  | 35   | 3    | Абердин                   |

### Словаччина
Головний тренер: Ян Козак
Словаччина оголосила остаточну заявку 30 травня.
| №  | Поз. | Гравець            | Дата народження (вік)            | Ігри | Голи | Клуб                |
| -- | ---- | ------------------ | -------------------------------- | ---- | ---- | ------------------- |
| 1  | ВР   | Ян Муха            | 5 грудня 1982 (вік 33 роки)      | 45   | 0    | Слован (Братислава) |
| 2  | ЗХ   | Петер Пекарик      | 30 жовтня 1986 (вік 29 років)    | 65   | 2    | Герта (Берлін)      |
| 3  | ЗХ   | Мартін Шкртел (к)  | 15 грудня 1984 (вік 31 рік)      | 79   | 5    | Ліверпуль           |
| 4  | ЗХ   | Ян Дюріца          | 10 грудня 1981 (вік 34 роки)     | 77   | 4    | Локомотив (Москва)  |
| 5  | ЗХ   | Норберт Дьйомбер   | 3 липня 1992 (вік 23 роки)       | 12   | 0    | Рома                |
| 6  | ПЗ   | Ян Грегуш          | 29 січня 1991 (вік 25 років)     | 5    | 0    | Яблонець            |
| 7  | ПЗ   | Владімір Вайсс     | 30 листопада 1989 (вік 26 років) | 50   | 4    | Аль-Гарафа          |
| 8  | ПЗ   | Ондрей Дуда        | 5 грудня 1994 (вік 21 рік)       | 9    | 1    | Легія (Варшава)     |
| 9  | НП   | Станіслав Шестак   | 16 грудня 1982 (вік 33 роки)     | 63   | 13   | Ференцварош         |
| 10 | ПЗ   | Мирослав Стох      | 19 жовтня 1989 (вік 26 років)    | 52   | 6    | Бурсаспор           |
| 11 | НП   | Адам Немец         | 2 вересня 1985 (вік 30 років)    | 20   | 4    | Віллем II           |
| 12 | ВР   | Ян Новота          | 29 листопада 1983 (вік 32 роки)  | 2    | 0    | Рапід (Відень)      |
| 13 | ПЗ   | Патрік Грошовський | 22 квітня 1992 (вік 24 роки)     | 9    | 0    | Вікторія (Плзень)   |
| 14 | ЗХ   | Мілан Шкрініар     | 11 лютого 1995 (вік 21 рік)      | 2    | 0    | Сампдорія           |
| 15 | ЗХ   | Томаш Губочан      | 17 вересня 1985 (вік 30 років)   | 44   | 0    | Динамо (Москва)     |
| 16 | ЗХ   | Корнел Салата      | 24 січня 1985 (вік 31 рік)       | 36   | 2    | Слован (Братислава) |
| 17 | ПЗ   | Марек Гамшик       | 27 липня 1987 (вік 28 років)     | 85   | 17   | Наполі              |
| 18 | ЗХ   | Душан Швенто       | 1 серпня 1985 (вік 30 років)     | 36   | 1    | Кельн               |
| 19 | ПЗ   | Юрай Куцка         | 26 лютого 1987 (вік 29 років)    | 45   | 4    | Мілан               |
| 20 | ПЗ   | Роберт Мак         | 8 березня 1991 (вік 25 років)    | 26   | 7    | ПАОК                |
| 21 | НП   | Михал Дюриш        | 1 червня 1988 (вік 28 років)     | 23   | 3    | Вікторія (Плзень)   |
| 22 | ПЗ   | Віктор Печовський  | 24 травня 1983 (вік 33 роки)     | 30   | 1    | Жиліна              |
| 23 | ВР   | Матуш Козачик      | 27 грудня 1983 (вік 32 роки)     | 15   | 0    | Вікторія (Плзень)   |

## Група C

### Німеччина
Головний тренер: Йоахім Лев
Німеччина оголосила свій остаточний склад 31 травня.
| №  | Поз. | Гравець                  | Дата народження (вік)           | Ігри | Голи | Клуб                |
| -- | ---- | ------------------------ | ------------------------------- | ---- | ---- | ------------------- |
| 1  | ВР   | Мануель Ноєр             | 27 березня 1986 (вік 30 років)  | 64   | 0    | Баварія (Мюнхен)    |
| 2  | ЗХ   | Шкодран Мустафі          | 17 квітня 1992 (вік 24 роки)    | 10   | 0    | Валенсія            |
| 3  | ЗХ   | Йонас Гектор             | 27 травня 1990 (вік 26 років)   | 13   | 1    | Кельн               |
| 4  | ЗХ   | Бенедикт Геведес         | 29 лютого 1988 (вік 28 років)   | 33   | 2    | Шальке 04           |
| 5  | ЗХ   | Матс Гуммельс            | 16 грудня 1988 (вік 27 років)   | 46   | 4    | Боруссія (Дортмунд) |
| 6  | ПЗ   | Самі Хедіра              | 4 квітня 1987 (вік 29 років)    | 59   | 5    | Ювентус             |
| 7  | ПЗ   | Бастіан Швайнштайгер (к) | 1 серпня 1984 (вік 31 рік)      | 114  | 23   | Манчестер Юнайтед   |
| 8  | ПЗ   | Месут Езіл               | 15 жовтня 1988 (вік 27 років)   | 72   | 19   | Арсенал             |
| 9  | ПЗ   | Андре Шюррле             | 6 листопада 1990 (вік 25 років) | 51   | 20   | Вольфсбург          |
| 10 | НП   | Лукас Подольскі          | 4 червня 1985 (вік 31 рік)      | 127  | 48   | Галатасарай         |
| 11 | ПЗ   | Юліан Дракслер           | 20 вересня 1993 (вік 22 роки)   | 18   | 1    | Вольфсбург          |
| 12 | ВР   | Бернд Лено               | 4 березня 1992 (вік 24 роки)    | 1    | 0    | Баєр 04             |
| 13 | НП   | Томас Мюллер             | 13 вересня 1989 (вік 26 років)  | 70   | 31   | Баварія (Мюнхен)    |
| 14 | ПЗ   | Емре Джан                | 12 січня 1994 (вік 22 роки)     | 5    | 0    | Ліверпуль           |
| 15 | ПЗ   | Юліан Вайгль             | 8 вересня 1995 (вік 20 років)   | 1    | 0    | Боруссія (Дортмунд) |
| 16 | ЗХ   | Антоніо Рюдігер          | 3 березня 1993 (вік 23 роки)    | 10   | 0    | Рома                |
| 17 | ЗХ   | Жером Боатенг            | 3 вересня 1988 (вік 27 років)   | 58   | 0    | Баварія (Мюнхен)    |
| 18 | ПЗ   | Тоні Кроос               | 4 січня 1990 (вік 26 років)     | 64   | 11   | Реал Мадрид         |
| 19 | ПЗ   | Маріо Гетце              | 3 червня 1992 (вік 24 роки)     | 51   | 17   | Баварія (Мюнхен)    |
| 20 | ПЗ   | Лерой Зане               | 11 січня 1996 (вік 20 років)    | 2    | 0    | Шальке 04           |
| 21 | ЗХ   | Джошуа Кімміх            | 8 лютого 1995 (вік 21 рік)      | 1    | 0    | Баварія (Мюнхен)    |
| 22 | ВР   | Марк-Андре тер Штеген    | 30 квітня 1992 (вік 24 роки)    | 6    | 0    | Барселона           |
| 23 | НП   | Маріо Гомес              | 10 липня 1985 (вік 30 років)    | 63   | 27   | Бешикташ            |

### Україна
Головний тренер: Михайло Фоменко
Україна оголосила свій остаточний склад 31 травня.
| №  | Поз. | Гравець              | Дата народження (вік)            | Ігри | Голи | Клуб                     |
| -- | ---- | -------------------- | -------------------------------- | ---- | ---- | ------------------------ |
| 1  | ВР   | Денис Бойко          | 29 січня 1988 (вік 28 років)     | 4    | 0    | Бешикташ                 |
| 2  | ЗХ   | Богдан Бутко         | 13 січня 1991 (вік 25 років)     | 16   | 0    | Амкар                    |
| 3  | ЗХ   | Євген Хачеріді       | 28 липня 1987 (вік 28 років)     | 41   | 3    | Динамо (Київ)            |
| 4  | ПЗ   | Анатолій Тимощук (к) | 30 березня 1979 (вік 37 років)   | 142  | 4    | Кайрат                   |
| 5  | ЗХ   | Олександр Кучер      | 22 жовтня 1982 (вік 33 роки)     | 50   | 2    | Шахтар (Донецьк)         |
| 6  | ПЗ   | Тарас Степаненко     | 8 серпня 1989 (вік 26 років)     | 28   | 2    | Шахтар (Донецьк)         |
| 7  | ПЗ   | Андрій Ярмоленко     | 23 жовтня 1989 (вік 26 років)    | 58   | 24   | Динамо (Київ)            |
| 8  | НП   | Роман Зозуля         | 17 листопада 1989 (вік 26 років) | 25   | 4    | Дніпро (Дніпропетровськ) |
| 9  | ПЗ   | Віктор Коваленко     | 14 лютого 1996 (вік 20 років)    | 2    | 0    | Шахтар (Донецьк)         |
| 10 | ПЗ   | Євген Коноплянка     | 29 вересня 1989 (вік 26 років)   | 52   | 13   | Севілья                  |
| 11 | НП   | Євген Селезньов      | 20 липня 1985 (вік 30 років)     | 49   | 11   | Шахтар (Донецьк)         |
| 12 | ВР   | Андрій П'ятов        | 28 червня 1984 (вік 31 рік)      | 63   | 0    | Шахтар (Донецьк)         |
| 13 | ЗХ   | В'ячеслав Шевчук     | 13 травня 1979 (вік 37 років)    | 53   | 0    | Шахтар (Донецьк)         |
| 14 | ПЗ   | Руслан Ротань        | 29 жовтня 1981 (вік 34 роки)     | 87   | 7    | Дніпро (Дніпропетровськ) |
| 15 | НП   | Пилип Будківський    | 10 березня 1992 (вік 24 роки)    | 6    | 0    | Зоря (Луганськ)          |
| 16 | ПЗ   | Сергій Сидорчук      | 2 травня 1991 (вік 25 років)     | 11   | 2    | Динамо (Київ)            |
| 17 | ЗХ   | Артем Федецький      | 26 квітня 1985 (вік 31 рік)      | 47   | 2    | Дніпро (Дніпропетровськ) |
| 18 | ПЗ   | Сергій Рибалка       | 1 квітня 1990 (вік 26 років)     | 9    | 0    | Динамо (Київ)            |
| 19 | ПЗ   | Денис Гармаш         | 19 квітня 1990 (вік 26 років)    | 26   | 2    | Динамо (Київ)            |
| 20 | ЗХ   | Ярослав Ракицький    | 3 серпня 1989 (вік 26 років)     | 39   | 4    | Шахтар (Донецьк)         |
| 21 | ПЗ   | Олександр Зінченко   | 15 грудня 1996 (вік 19 років)    | 2    | 1    | Уфа                      |
| 22 | ПЗ   | Олександр Караваєв   | 2 червня 1992 (вік 24 роки)      | 3    | 0    | Зоря (Луганськ)          |
| 23 | ВР   | Микита Шевченко      | 26 січня 1993 (вік 23 роки)      | 0    | 0    | Зоря (Луганськ)          |

### Польща
Головний тренер: Адам Навалка
Польща оголосила свій остаточний склад 30 травня.
| №  | Поз. | Гравець                  | Дата народження (вік)           | Ігри | Голи | Клуб                |
| -- | ---- | ------------------------ | ------------------------------- | ---- | ---- | ------------------- |
| 1  | ВР   | Войцех Щенсний           | 18 квітня 1990 (вік 26 років)   | 25   | 0    | Рома                |
| 2  | ЗХ   | Міхал Паздан             | 21 вересня 1987 (вік 28 років)  | 16   | 0    | Легія (Варшава)     |
| 3  | ЗХ   | Артур Єнджейчик          | 4 листопада 1987 (вік 28 років) | 17   | 2    | Легія (Варшава)     |
| 4  | ЗХ   | Тьяго Ціонек             | 21 квітня 1986 (вік 30 років)   | 4    | 0    | Палермо             |
| 5  | ПЗ   | Кшиштоф Мончинський      | 23 травня 1987 (вік 29 років)   | 14   | 1    | Вісла (Краків)      |
| 6  | ПЗ   | Томаш Йодловець          | 8 вересня 1985 (вік 30 років)   | 42   | 1    | Легія (Варшава)     |
| 7  | НП   | Аркадіуш Мілік           | 28 лютого 1994 (вік 22 роки)    | 24   | 10   | Аякс (Амстердам)    |
| 8  | ПЗ   | Кароль Лінетті           | 2 лютого 1995 (вік 21 рік)      | 9    | 1    | Лех (Познань)       |
| 9  | НП   | Роберт Левандовський (к) | 21 серпня 1988 (вік 27 років)   | 75   | 34   | Баварія (Мюнхен)    |
| 10 | ПЗ   | Гжегож Крихов'як         | 29 січня 1990 (вік 26 років)    | 33   | 2    | Севілья             |
| 11 | ПЗ   | Каміль Гросицький        | 8 червня 1988 (вік 28 років)    | 37   | 8    | Ренн                |
| 12 | ВР   | Артур Боруц              | 20 лютого 1980 (вік 36 років)   | 62   | 0    | Борнмут             |
| 13 | НП   | Маріуш Стемпинський      | 12 травня 1995 (вік 21 рік)     | 2    | 0    | Рух (Хожув)         |
| 14 | ЗХ   | Якуб Вавжиняк            | 7 липня 1983 (вік 32 роки)      | 48   | 1    | Лехія (Гданськ)     |
| 15 | ЗХ   | Каміль Глік              | 3 лютого 1988 (вік 28 років)    | 39   | 3    | Торіно              |
| 16 | ПЗ   | Якуб Блащиковський       | 14 грудня 1985 (вік 30 років)   | 77   | 16   | Фіорентіна          |
| 17 | ПЗ   | Славомир Пешко           | 19 лютого 1985 (вік 31 рік)     | 35   | 2    | Лехія (Гданськ)     |
| 18 | ЗХ   | Бартош Саламон           | 1 травня 1991 (вік 25 років)    | 7    | 0    | Кальярі             |
| 19 | ПЗ   | Пйотр Зелінський         | 20 травня 1994 (вік 22 роки)    | 13   | 3    | Емполі              |
| 20 | ЗХ   | Лукаш Піщек              | 3 червня 1985 (вік 31 рік)      | 45   | 2    | Боруссія (Дортмунд) |
| 21 | ПЗ   | Бартош Капустка          | 23 грудня 1996 (вік 19 років)   | 5    | 2    | Краковія            |
| 22 | ВР   | Лукаш Фабіанський        | 18 квітня 1985 (вік 31 рік)     | 29   | 0    | Свонсі Сіті         |
| 23 | ПЗ   | Филип Стажинський        | 27 травня 1991 (вік 25 років)   | 2    | 1    | Заглембє (Любін)    |

### Північна Ірландія
Головний тренер: Майкл О'Ніл
Остаточний склад було оголошено 28 травня.
| №  | Поз. | Гравець          | Дата народження (вік)            | Ігри | Голи | Клуб                 |
| -- | ---- | ---------------- | -------------------------------- | ---- | ---- | -------------------- |
| 1  | ВР   | Майкл Макговерн  | 12 липня 1984 (вік 31 рік)       | 10   | 0    | Гамільтон Академікал |
| 2  | ЗХ   | Конор Маклафлін  | 26 липня 1991 (вік 24 роки)      | 17   | 0    | Флітвуд Таун         |
| 3  | ПЗ   | Шейн Фергюсон    | 12 липня 1991 (вік 24 роки)      | 24   | 1    | Міллволл             |
| 4  | ЗХ   | Гарет Маколі     | 5 грудня 1979 (вік 36 років)     | 60   | 7    | Вест-Бромвіч Альбіон |
| 5  | ЗХ   | Джонні Еванс     | 3 січня 1988 (вік 28 років)      | 48   | 1    | Вест-Бромвіч Альбіон |
| 6  | ЗХ   | Кріс Бейрд       | 25 лютого 1982 (вік 34 роки)     | 77   | 0    | Дербі Каунті         |
| 7  | ПЗ   | Наялл Макгінн    | 20 липня 1987 (вік 28 років)     | 41   | 2    | Абердин              |
| 8  | ПЗ   | Стівен Девіс (к) | 1 січня 1985 (вік 31 рік)        | 82   | 8    | Саутгемптон          |
| 9  | НП   | Вілл Грігг       | 3 липня 1991 (вік 24 роки)       | 8    | 1    | Віган Атлетік        |
| 10 | НП   | Кайл Лафферті    | 16 вересня 1987 (вік 28 років)   | 50   | 17   | Бірмінгем Сіті       |
| 11 | НП   | Конор Вашингтон  | 18 травня 1992 (вік 24 роки)     | 3    | 2    | Квінз Парк Рейнджерс |
| 12 | ВР   | Рой Керролл      | 30 вересня 1977 (вік 38 років)   | 43   | 0    | Ноттс Каунті         |
| 13 | ПЗ   | Корі Еванс       | 17 липня 1990 (вік 25 років)     | 33   | 1    | Блекберн Роверз      |
| 14 | ПЗ   | Стюарт Даллас    | 19 квітня 1991 (вік 25 років)    | 13   | 1    | Лідс Юнайтед         |
| 15 | ЗХ   | Люк Маккаллаф    | 15 лютого 1994 (вік 22 роки)     | 5    | 0    | Донкастер Роверз     |
| 16 | ПЗ   | Олівер Норвуд    | 12 квітня 1991 (вік 25 років)    | 33   | 0    | Редінг               |
| 17 | ЗХ   | Патрік Макнейр   | 27 квітня 1995 (вік 21 рік)      | 8    | 0    | Манчестер Юнайтед    |
| 18 | ЗХ   | Аарон Г'юз       | 08 листопада 1979 (вік 36 років) | 99   | 1    | Мельбурн Сіті        |
| 19 | ПЗ   | Джемі Ворд       | 12 травня 1986 (вік 30 років)    | 21   | 2    | Ноттінгем Форест     |
| 20 | ЗХ   | Крейг Кеткарт    | 6 лютого 1989 (вік 27 років)     | 27   | 2    | Вотфорд              |
| 21 | НП   | Джош Магенніс    | 15 травня 1990 (вік 26 років)    | 18   | 1    | Кілмарнок            |
| 22 | ЗХ   | Лі Годсон        | 2 жовтня 1991 (вік 24 роки)      | 15   | 0    | Мілтон Кінз Донз     |
| 23 | ВР   | Алан Маннус      | 19 травня 1982 (вік 34 роки)     | 8    | 0    | Сент-Джонстон        |

## Група D

### Іспанія
Головний тренер: Вісенте дель Боске
Іспанія оголосила свій остаточний склад 31 травня.
| №  | Поз. | Гравець           | Дата народження (вік)           | Ігри | Голи | Клуб              |
| -- | ---- | ----------------- | ------------------------------- | ---- | ---- | ----------------- |
| 1  | ВР   | Ікер Касільяс (к) | 20 травня 1981 (вік 35 років)   | 166  | 0    | Порту             |
| 2  | ЗХ   | Сесар Аспілікуета | 28 серпня 1989 (вік 26 років)   | 13   | 0    | Челсі             |
| 3  | ЗХ   | Жерард Піке       | 2 лютого 1987 (вік 29 років)    | 75   | 4    | Барселона         |
| 4  | ЗХ   | Марк Бартра       | 15 січня 1991 (вік 25 років)    | 8    | 0    | Барселона         |
| 5  | ПЗ   | Серхіо Бускетс    | 16 липня 1988 (вік 27 років)    | 82   | 2    | Барселона         |
| 6  | ПЗ   | Андрес Іньєста    | 11 травня 1984 (вік 32 роки)    | 107  | 13   | Барселона         |
| 7  | НП   | Альваро Мората    | 23 жовтня 1992 (вік 23 роки)    | 8    | 1    | Ювентус           |
| 8  | ПЗ   | Коке              | 8 січня 1992 (вік 24 роки)      | 22   | 0    | Атлетіко (Мадрид) |
| 9  | НП   | Лукас Васкес      | 1 липня 1991 (вік 24 роки)      | 0    | 0    | Реал Мадрид       |
| 10 | ПЗ   | Сеск Фабрегас     | 4 травня 1987 (вік 29 років)    | 103  | 14   | Челсі             |
| 11 | НП   | Педро Родрігес    | 28 липня 1987 (вік 28 років)    | 55   | 16   | Челсі             |
| 12 | ЗХ   | Ектор Бельєрін    | 19 березня 1995 (вік 21 рік)    | 1    | 0    | Арсенал (Лондон)  |
| 13 | ВР   | Давід де Хеа      | 7 листопада 1990 (вік 25 років) | 8    | 0    | Манчестер Юнайтед |
| 14 | ПЗ   | Тьяго Алькантара  | 11 квітня 1991 (вік 25 років)   | 8    | 0    | Баварія (Мюнхен)  |
| 15 | ЗХ   | Серхіо Рамос      | 30 березня 1986 (вік 30 років)  | 131  | 10   | Реал Мадрид       |
| 16 | ЗХ   | Хуанфран          | 9 січня 1985 (вік 31 рік)       | 17   | 0    | Атлетіко (Мадрид) |
| 17 | ЗХ   | Мікель Сан Хосе   | 30 травня 1989 (вік 27 років)   | 5    | 0    | Атлетік (Більбао) |
| 18 | ЗХ   | Жорді Альба       | 21 березня 1989 (вік 27 років)  | 41   | 6    | Барселона         |
| 19 | ПЗ   | Бруно Соріано     | 12 червня 1984 (вік 31 рік)     | 6    | 0    | Вільярреал        |
| 20 | НП   | Аріц Адуріс       | 11 лютого 1981 (вік 35 років)   | 3    | 1    | Атлетік (Більбао) |
| 21 | ПЗ   | Давід Сільва      | 8 січня 1986 (вік 30 років)     | 96   | 23   | Манчестер Сіті    |
| 22 | НП   | Ноліто            | 15 жовтня 1986 (вік 29 років)   | 7    | 2    | Сельта            |
| 23 | ВР   | Серхіо Ріко       | 1 вересня 1993 (вік 22 роки)    | 0    | 0    | Севілья           |

### Чехія
Головний тренер: Павел Врба
Чехія оголосила свій остаточний склад 31 травня.
| №  | Поз. | Гравець               | Дата народження (вік)          | Ігри | Голи | Клуб                     |
| -- | ---- | --------------------- | ------------------------------ | ---- | ---- | ------------------------ |
| 1  | ВР   | Петр Чех              | 20 травня 1982 (вік 34 роки)   | 118  | 0    | Арсенал                  |
| 2  | ЗХ   | Павел Кадержабек      | 25 квітня 1992 (вік 24 роки)   | 15   | 2    | Гоффенгайм 1899          |
| 3  | ЗХ   | Міхал Кадлець         | 13 грудня 1984 (вік 31 рік)    | 63   | 8    | Фенербахче               |
| 4  | ЗХ   | Теодор Гебре Селассіє | 24 грудня 1986 (вік 29 років)  | 33   | 1    | Вердер (Бремен)          |
| 5  | ЗХ   | Роман Губник          | 6 червня 1984 (вік 32 роки)    | 24   | 2    | Вікторія (Плзень)        |
| 6  | ЗХ   | Томаш Сівок           | 15 вересня 1983 (вік 32 роки)  | 52   | 5    | Бурсаспор                |
| 7  | НП   | Томаш Нецид           | 13 серпня 1989 (вік 26 років)  | 36   | 9    | Бурсаспор                |
| 8  | ЗХ   | Давид Лімберський     | 6 жовтня 1983 (вік 32 роки)    | 35   | 1    | Вікторія (Плзень)        |
| 9  | ПЗ   | Боржек Дочкал         | 30 вересня 1988 (вік 27 років) | 23   | 6    | Спарта (Прага)           |
| 10 | ПЗ   | Томаш Росицький (к)   | 4 жовтня 1980 (вік 35 років)   | 100  | 22   | Арсенал                  |
| 11 | ПЗ   | Даніел Пуділ          | 27 вересня 1985 (вік 30 років) | 31   | 2    | Шеффілд Венсдей          |
| 12 | НП   | Мілан Шкода           | 16 січня 1986 (вік 30 років)   | 7    | 2    | Славія (Прага)           |
| 13 | ПЗ   | Ярослав Плашил        | 5 січня 1982 (вік 34 роки)     | 97   | 6    | Бордо                    |
| 14 | ПЗ   | Даніел Коларж         | 27 жовтня 1985 (вік 30 років)  | 26   | 2    | Вікторія (Плзень)        |
| 15 | ПЗ   | Давид Павелка         | 18 травня 1991 (вік 25 років)  | 5    | 0    | Касимпаша                |
| 16 | ВР   | Томаш Вацлік          | 29 березня 1989 (вік 27 років) | 6    | 0    | Базель                   |
| 17 | ЗХ   | Марек Сухий           | 29 березня 1988 (вік 28 років) | 26   | 0    | Базель                   |
| 18 | ПЗ   | Йозеф Шурал           | 30 травня 1990 (вік 26 років)  | 9    | 1    | Спарта (Прага)           |
| 19 | ПЗ   | Ладислав Крейчий      | 5 липня 1992 (вік 23 роки)     | 20   | 4    | Спарта (Прага)           |
| 20 | ПЗ   | Їржі Скалак           | 12 березня 1992 (вік 24 роки)  | 7    | 0    | Брайтон енд Гоув Альбіон |
| 21 | НП   | Давид Лафата          | 18 вересня 1981 (вік 34 роки)  | 37   | 8    | Спарта (Прага)           |
| 22 | ПЗ   | Владімір Даріда       | 8 серпня 1990 (вік 25 років)   | 33   | 1    | Герта (Берлін)           |
| 23 | ВР   | Томаш Коубек          | 26 серпня 1992 (вік 23 роки)   | 1    | 0    | Слован (Ліберець)        |

### Туреччина
Головний тренер: Фатіх Терім
Туреччина оголосила свій остаточний склад 31 травня.
| №  | Поз. | Гравець           | Дата народження (вік)         | Ігри | Голи | Клуб                |
| -- | ---- | ----------------- | ----------------------------- | ---- | ---- | ------------------- |
| 1  | ВР   | Волкан Бабаджан   | 12 серпня 1988 (вік 27 років) | 16   | 0    | Істанбул ББ         |
| 2  | ЗХ   | Семіх Кая         | 24 лютого 1991 (вік 25 років) | 23   | 0    | Галатасарай         |
| 3  | ЗХ   | Хакан Балта       | 23 березня 1983 (вік 33 роки) | 45   | 2    | Галатасарай         |
| 4  | ЗХ   | Ахмет Їлмаз Чалик | 22 червня 1994 (вік 21 рік)   | 4    | 0    | Генчлербірлігі      |
| 5  | ПЗ   | Нурі Шахін        | 5 вересня 1988 (вік 27 років) | 48   | 2    | Боруссія (Дортмунд) |
| 6  | ПЗ   | Хакан Чалханоглу  | 8 лютого 1994 (вік 22 роки)   | 18   | 6    | Баєр 04             |
| 7  | ЗХ   | Гекхан Генюл      | 4 січня 1985 (вік 31 рік)     | 55   | 1    | Фенербахче          |
| 8  | ПЗ   | Сельчук Інан      | 10 лютого 1985 (вік 31 рік)   | 51   | 8    | Галатасарай         |
| 9  | НП   | Дженк Тосун       | 7 червня 1991 (вік 25 років)  | 9    | 3    | Бешикташ            |
| 10 | ПЗ   | Арда Туран (к)    | 30 січня 1987 (вік 29 років)  | 90   | 17   | Барселона           |
| 11 | ПЗ   | Олджай Шахан      | 26 травня 1987 (вік 29 років) | 23   | 2    | Бешикташ            |
| 12 | ВР   | Онур Киврак       | 1 січня 1988 (вік 28 років)   | 12   | 0    | Трабзонспор         |
| 13 | ЗХ   | Ісмаїл Кьойбаши   | 10 липня 1989 (вік 26 років)  | 18   | 0    | Бешикташ            |
| 14 | ПЗ   | Огузхан Озякуп    | 23 вересня 1992 (вік 23 роки) | 19   | 1    | Бешикташ            |
| 15 | ПЗ   | Мехмет Топал      | 3 березня 1986 (вік 30 років) | 58   | 1    | Фенербахче          |
| 16 | ПЗ   | Озан Туфан        | 23 березня 1995 (вік 21 рік)  | 23   | 1    | Фенербахче          |
| 17 | НП   | Бурак Їлмаз       | 15 липня 1985 (вік 30 років)  | 43   | 19   | Бейцзін Гоань       |
| 18 | ПЗ   | Джанер Еркін      | 4 жовтня 1988 (вік 27 років)  | 46   | 2    | Фенербахче          |
| 19 | ПЗ   | Юнус Малли        | 24 лютого 1992 (вік 24 роки)  | 5    | 0    | Майнц 05            |
| 20 | ПЗ   | Волкан Шен        | 7 липня 1987 (вік 28 років)   | 16   | 0    | Фенербахче          |
| 21 | НП   | Емре Мор          | 24 липня 1997 (вік 18 років)  | 1    | 0    | Нордшелланд         |
| 22 | ЗХ   | Шенер Озбайракли  | 23 січня 1990 (вік 26 років)  | 8    | 0    | Фенербахче          |
| 23 | ВР   | Гарун Текін       | 17 червня 1989 (вік 26 років) | 0    | 0    | Бурсаспор           |

### Хорватія
Головний тренер: Анте Чачич
Хорватія назвала свій остаточний склад 31 травня.
| №  | Поз. | Гравець             | Дата народження (вік)            | Ігри | Голи | Клуб               |
| -- | ---- | ------------------- | -------------------------------- | ---- | ---- | ------------------ |
| 1  | ВР   | Іван Варгич         | 15 березня 1987 (вік 29 років)   | 2    | 0    | Рієка              |
| 2  | ЗХ   | Шиме Врсалько       | 10 січня 1992 (вік 24 роки)      | 18   | 0    | Сассуоло           |
| 3  | ЗХ   | Іван Стринич        | 17 липня 1987 (вік 28 років)     | 34   | 0    | Наполі             |
| 4  | ПЗ   | Іван Перишич        | 2 лютого 1989 (вік 27 років)     | 46   | 12   | Інтернаціонале     |
| 5  | ЗХ   | Ведран Чорлука      | 5 лютого 1986 (вік 30 років)     | 88   | 4    | Локомотив (Москва) |
| 6  | ЗХ   | Тин Єдвай           | 28 листопада 1995 (вік 20 років) | 3    | 0    | Баєр 04            |
| 7  | ПЗ   | Іван Ракитич        | 10 березня 1988 (вік 28 років)   | 75   | 10   | Барселона          |
| 8  | ПЗ   | Матео Ковачич       | 6 травня 1994 (вік 22 роки)      | 26   | 1    | Реал Мадрид        |
| 9  | НП   | Андрей Крамарич     | 19 червня 1991 (вік 24 роки)     | 10   | 4    | Гоффенгайм 1899    |
| 10 | ПЗ   | Лука Модрич         | 9 вересня 1985 (вік 30 років)    | 89   | 10   | Реал Мадрид        |
| 11 | ЗХ   | Дарійо Срна (к)     | 1 травня 1982 (вік 34 роки)      | 129  | 21   | Шахтар (Донецьк)   |
| 12 | ВР   | Ловре Калинич       | 3 квітня 1990 (вік 26 років)     | 4    | 0    | Хайдук (Спліт)     |
| 13 | ЗХ   | Гордон Шильденфельд | 18 березня 1985 (вік 31 рік)     | 26   | 1    | Динамо (Загреб)    |
| 14 | ПЗ   | Марцело Брозович    | 16 листопада 1992 (вік 23 роки)  | 17   | 4    | Інтернаціонале     |
| 15 | ПЗ   | Анте Чорич          | 14 квітня 1997 (вік 19 років)    | 1    | 0    | Динамо (Загреб)    |
| 16 | НП   | Никола Калинич      | 5 січня 1988 (вік 28 років)      | 28   | 8    | Фіорентіна         |
| 17 | НП   | Маріо Манджукич     | 21 травня 1986 (вік 30 років)    | 65   | 21   | Ювентус            |
| 18 | ПЗ   | Марко Рог           | 19 липня 1995 (вік 20 років)     | 2    | 0    | Динамо (Загреб)    |
| 19 | ПЗ   | Милан Бадель        | 25 лютого 1989 (вік 27 років)    | 19   | 1    | Фіорентіна         |
| 20 | НП   | Марко П'яца         | 6 травня 1995 (вік 21 рік)       | 7    | 0    | Динамо (Загреб)    |
| 21 | ЗХ   | Домагой Віда        | 29 квітня 1989 (вік 27 років)    | 37   | 1    | Динамо (Київ)      |
| 22 | НП   | Дує Чоп             | 1 лютого 1990 (вік 26 років)     | 4    | 0    | Малага             |
| 23 | ВР   | Данієль Субашич     | 27 жовтня 1984 (вік 31 рік)      | 20   | 0    | Монако             |

## Група E

### Бельгія
Головний тренер: Марк Вільмотс
Бельгія оголосила свій остаточний склад 31 травня.
| №  | Поз. | Гравець                 | Дата народження (вік)            | Ігри | Голи | Клуб                    |
| -- | ---- | ----------------------- | -------------------------------- | ---- | ---- | ----------------------- |
| 1  | ВР   | Тібо Куртуа             | 11 травня 1992 (вік 24 роки)     | 36   | 0    | Челсі                   |
| 2  | ЗХ   | Тобі Алдервейрелд       | 2 березня 1989 (вік 27 років)    | 54   | 1    | Тоттенгем Готспур       |
| 3  | ЗХ   | Томас Вермален          | 14 листопада 1985 (вік 30 років) | 52   | 1    | Барселона               |
| 4  | ПЗ   | Раджа Наїнгголан        | 4 травня 1988 (вік 28 років)     | 18   | 4    | Рома                    |
| 5  | ЗХ   | Ян Вертонген            | 24 квітня 1987 (вік 29 років)    | 76   | 6    | Тоттенгем Готспур       |
| 6  | ПЗ   | Аксель Вітсель          | 12 січня 1989 (вік 27 років)     | 66   | 6    | Зеніт (Санкт-Петербург) |
| 7  | ПЗ   | Кевін Де Брейне         | 28 червня 1991 (вік 24 роки)     | 38   | 12   | Манчестер Сіті          |
| 8  | ПЗ   | Маруан Феллаїні         | 22 листопада 1987 (вік 28 років) | 67   | 15   | Манчестер Юнайтед       |
| 9  | НП   | Ромелу Лукаку           | 13 травня 1993 (вік 23 роки)     | 43   | 11   | Евертон                 |
| 10 | ПЗ   | Еден Азар (к)           | 7 січня 1991 (вік 25 років)      | 64   | 12   | Челсі                   |
| 11 | ПЗ   | Яннік Феррейра Карраско | 4 вересня 1993 (вік 22 роки)     | 4    | 0    | Атлетіко (Мадрид)       |
| 12 | ВР   | Сімон Міньйоле          | 6 березня 1988 (вік 28 років)    | 16   | 0    | Ліверпуль               |
| 13 | ВР   | Жан-Франсуа Жилле       | 31 травня 1979 (вік 37 років)    | 9    | 0    | Мехелен                 |
| 14 | НП   | Дріс Мертенс            | 6 травня 1987 (вік 29 років)     | 44   | 8    | Наполі                  |
| 15 | ЗХ   | Джейсон Денаєр          | 28 червня 1995 (вік 20 років)    | 6    | 0    | Галатасарай             |
| 16 | ЗХ   | Томас Меньє             | 12 вересня 1991 (вік 24 роки)    | 5    | 0    | Брюгге                  |
| 17 | НП   | Дівок Орігі             | 18 квітня 1995 (вік 21 рік)      | 18   | 3    | Ліверпуль               |
| 18 | ЗХ   | Крістіан Кабаселе       | 24 лютого 1991 (вік 25 років)    | 0    | 0    | Генк                    |
| 19 | ПЗ   | Мусса Дембеле           | 16 липня 1987 (вік 28 років)     | 64   | 5    | Тоттенгем Готспур       |
| 20 | НП   | Крістіан Бентеке        | 3 грудня 1990 (вік 25 років)     | 26   | 6    | Ліверпуль               |
| 21 | ЗХ   | Джордан Лукаку          | 25 липня 1994 (вік 21 рік)       | 3    | 0    | Остенде                 |
| 22 | НП   | Міши Батшуаї            | 2 жовтня 1993 (вік 22 роки)      | 5    | 2    | Марсель                 |
| 23 | ЗХ   | Лоран Сіман             | 5 серпня 1985 (вік 30 років)     | 9    | 0    | Монреаль Імпакт         |

### Італія
Головний тренер: Антоніо Конте
Італія оголосила свій остаточний склад 31 травня.
| №  | Поз. | Гравець               | Дата народження (вік)            | Ігри | Голи | Клуб              |
| -- | ---- | --------------------- | -------------------------------- | ---- | ---- | ----------------- |
| 1  | ВР   | Джанлуїджі Буффон (к) | 28 січня 1978 (вік 38 років)     | 157  | 0    | Ювентус           |
| 2  | ЗХ   | Маттіа Де Шильйо      | 20 жовтня 1992 (вік 23 роки)     | 22   | 0    | Мілан             |
| 3  | ЗХ   | Джорджо К'єлліні      | 14 серпня 1984 (вік 31 рік)      | 83   | 6    | Ювентус           |
| 4  | ЗХ   | Маттео Дарміан        | 2 грудня 1989 (вік 26 років)     | 22   | 1    | Манчестер Юнайтед |
| 5  | ЗХ   | Анджело Огбонна       | 23 травня 1988 (вік 28 років)    | 10   | 0    | Вест Гем Юнайтед  |
| 6  | ПЗ   | Антоніо Кандрева      | 28 лютого 1987 (вік 29 років)    | 37   | 3    | Лаціо             |
| 7  | НП   | Сімоне Дзадза         | 25 червня 1991 (вік 24 роки)     | 10   | 1    | Ювентус           |
| 8  | ПЗ   | Алессандро Флоренці   | 11 березня 1991 (вік 25 років)   | 16   | 2    | Рома              |
| 9  | НП   | Граціано Пелле        | 15 липня 1985 (вік 30 років)     | 12   | 5    | Саутгемптон       |
| 10 | ПЗ   | Тьяго Мотта           | 28 серпня 1982 (вік 33 роки)     | 25   | 1    | Парі Сен-Жермен   |
| 11 | НП   | Чіро Іммобіле         | 20 лютого 1990 (вік 26 років)    | 12   | 1    | Торіно            |
| 12 | ВР   | Сальваторе Сірігу     | 12 січня 1987 (вік 29 років)     | 15   | 0    | Парі Сен-Жермен   |
| 13 | ВР   | Федеріко Маркетті     | 7 лютого 1983 (вік 33 роки)      | 11   | 0    | Лаціо             |
| 14 | ПЗ   | Стефано Стураро       | 9 березня 1993 (вік 23 роки)     | 0    | 0    | Ювентус           |
| 15 | ЗХ   | Андреа Барцальї       | 8 травня 1981 (вік 35 років)     | 55   | 0    | Ювентус           |
| 16 | ПЗ   | Данієле Де Россі      | 24 липня 1983 (вік 32 роки)      | 102  | 17   | Рома              |
| 17 | НП   | Едер                  | 15 листопада 1986 (вік 29 років) | 10   | 2    | Інтернаціонале    |
| 18 | ПЗ   | Марко Пароло          | 25 січня 1985 (вік 31 рік)       | 19   | 0    | Лаціо             |
| 19 | ЗХ   | Леонардо Бонуччі      | 1 травня 1987 (вік 29 років)     | 56   | 3    | Ювентус           |
| 20 | НП   | Лоренцо Інсіньє       | 4 червня 1991 (вік 25 років)     | 9    | 2    | Наполі            |
| 21 | ПЗ   | Федеріко Бернардескі  | 16 лютого 1994 (вік 22 роки)     | 3    | 0    | Фіорентіна        |
| 22 | НП   | Стефан Ель-Шаараві    | 27 жовтня 1992 (вік 23 роки)     | 18   | 3    | Рома              |
| 23 | ПЗ   | Емануеле Джаккеріні   | 5 травня 1985 (вік 31 рік)       | 24   | 3    | Болонья           |

### Ірландія
Головний тренер:  Мартін О'Ніл
Остаточний склад був оголошений 31 травня.
| №  | Поз. | Гравець          | Дата народження (вік)            | Ігри | Голи | Клуб                 |
| -- | ---- | ---------------- | -------------------------------- | ---- | ---- | -------------------- |
| 1  | ВР   | Кейрен Вествуд   | 23 жовтня 1984 (вік 31 рік)      | 18   | 0    | Шеффілд Венсдей      |
| 2  | ЗХ   | Шеймус Коулмен   | 11 жовтня 1988 (вік 27 років)    | 33   | 0    | Евертон              |
| 3  | ЗХ   | Кіран Кларк      | 26 вересня 1989 (вік 26 років)   | 17   | 2    | Астон Вілла          |
| 4  | ЗХ   | Джон О'Ші        | 30 квітня 1981 (вік 35 років)    | 111  | 3    | Сандерленд           |
| 5  | ЗХ   | Річард Кіог      | 11 серпня 1986 (вік 29 років)    | 12   | 1    | Дербі Каунті         |
| 6  | ПЗ   | Гленн Вілан      | 13 січня 1984 (вік 32 роки)      | 71   | 2    | Сток Сіті            |
| 7  | ПЗ   | Ейден Макгіді    | 4 квітня 1986 (вік 30 років)     | 82   | 5    | Евертон              |
| 8  | ПЗ   | Джеймс Маккарті  | 12 листопада 1990 (вік 25 років) | 35   | 0    | Евертон              |
| 9  | НП   | Шейн Лонг        | 22 січня 1987 (вік 29 років)     | 63   | 16   | Саутгемптон          |
| 10 | НП   | Роббі Кін (к)    | 8 липня 1980 (вік 35 років)      | 143  | 67   | Лос-Анджелес Гелаксі |
| 11 | ПЗ   | Джеймс Макклін   | 22 квітня 1989 (вік 27 років)    | 38   | 5    | Вест-Бромвіч Альбіон |
| 12 | ЗХ   | Шейн Даффі       | 1 січня 1992 (вік 24 роки)       | 3    | 0    | Блекберн Роверз      |
| 13 | ПЗ   | Джефф Гендрік    | 31 січня 1992 (вік 24 роки)      | 22   | 0    | Дербі Каунті         |
| 14 | НП   | Джонатан Волтерс | 20 вересня 1983 (вік 32 роки)    | 39   | 10   | Сток Сіті            |
| 15 | ЗХ   | Сайрус Крісті    | 30 вересня 1992 (вік 23 роки)    | 5    | 1    | Дербі Каунті         |
| 16 | ВР   | Шей Гівен        | 20 квітня 1976 (вік 40 років)    | 134  | 0    | Сток Сіті            |
| 17 | ЗХ   | Стівен Ворд      | 20 серпня 1985 (вік 30 років)    | 33   | 3    | Бернлі               |
| 18 | ПЗ   | Девід Мейлер     | 29 травня 1989 (вік 27 років)    | 15   | 0    | Галл Сіті            |
| 19 | ПЗ   | Роббі Бреді      | 14 січня 1992 (вік 24 роки)      | 24   | 4    | Норвіч Сіті          |
| 20 | ПЗ   | Вес Гулаган      | 20 травня 1982 (вік 34 роки)     | 31   | 2    | Норвіч Сіті          |
| 21 | НП   | Деріл Мерфі      | 15 березня 1983 (вік 33 роки)    | 21   | 0    | Іпсвіч Таун          |
| 22 | ПЗ   | Стівен Квінн     | 4 квітня 1986 (вік 30 років)     | 14   | 0    | Редінг               |
| 23 | ВР   | Даррен Рендолф   | 12 травня 1987 (вік 29 років)    | 9    | 0    | Вест Гем Юнайтед     |

### Швеція
Головний тренер: Ерік Гамрен
Остаточний склад з 23 гравців був оголошений 11 травня 2016 року
| №  | Поз. | Гравець                | Дата народження (вік)          | Ігри | Голи | Клуб              |
| -- | ---- | ---------------------- | ------------------------------ | ---- | ---- | ----------------- |
| 1  | ВР   | Андреас Ісакссон       | 3 жовтня 1981 (вік 34 роки)    | 129  | 0    | Касимпаша         |
| 2  | ЗХ   | Мікаель Лустіг         | 13 грудня 1986 (вік 29 років)  | 51   | 2    | Селтік            |
| 3  | ЗХ   | Ерік Юганссон          | 30 грудня 1988 (вік 27 років)  | 8    | 0    | Копенгаген        |
| 4  | ЗХ   | Андреас Гранквіст      | 16 квітня 1985 (вік 31 рік)    | 51   | 3    | Краснодар         |
| 5  | ЗХ   | Мартін Ольссон         | 17 травня 1988 (вік 28 років)  | 34   | 5    | Норвіч Сіті       |
| 6  | ПЗ   | Еміль Форсберг         | 23 жовтня 1991 (вік 24 роки)   | 15   | 1    | РБ Лейпциг        |
| 7  | ПЗ   | Себастіан Ларссон      | 6 червня 1985 (вік 31 рік)     | 83   | 6    | Сандерленд        |
| 8  | ПЗ   | Альбін Екдаль          | 28 липня 1989 (вік 26 років)   | 21   | 0    | Гамбург           |
| 9  | ПЗ   | Кім Чельстрем          | 24 серпня 1982 (вік 33 роки)   | 127  | 16   | Грассгоппер       |
| 10 | НП   | Златан Ібрагімович (к) | 3 жовтня 1981 (вік 34 роки)    | 112  | 62   | Парі Сен-Жермен   |
| 11 | НП   | Маркус Берг            | 17 серпня 1986 (вік 29 років)  | 37   | 10   | Панатінаїкос      |
| 12 | ВР   | Робін Ульсен           | 8 січня 1990 (вік 26 років)    | 3    | 0    | Копенгаген        |
| 13 | ЗХ   | Понтус Янссон          | 13 лютого 1991 (вік 25 років)  | 8    | 0    | Торіно            |
| 14 | ЗХ   | Віктор Ліндельоф       | 17 липня 1994 (вік 21 рік)     | 3    | 0    | Бенфіка (Лісабон) |
| 15 | ПЗ   | Оскар Гільємарк        | 28 червня 1992 (вік 23 роки)   | 10   | 1    | Палермо           |
| 16 | ПЗ   | Понтус Вернблум        | 25 червня 1986 (вік 29 років)  | 51   | 2    | ЦСКА (Москва)     |
| 17 | ЗХ   | Людвіг Аугустінссон    | 21 квітня 1994 (вік 22 роки)   | 3    | 0    | Копенгаген        |
| 18 | ПЗ   | Оскар Левицкі          | 14 липня 1992 (вік 23 роки)    | 9    | 0    | Мальме            |
| 19 | НП   | Емір Куйович           | 22 червня 1988 (вік 27 років)  | 3    | 1    | Норрчепінг        |
| 20 | НП   | Йон Гвідетті           | 15 квітня 1992 (вік 24 роки)   | 8    | 0    | Сельта            |
| 21 | ПЗ   | Джиммі Дурмаз          | 22 березня 1989 (вік 27 років) | 31   | 2    | Олімпіакос        |
| 22 | ПЗ   | Еркан Зенгін           | 5 серпня 1985 (вік 30 років)   | 20   | 3    | Трабзонспор       |
| 23 | ВР   | Патрік Карлгрен        | 8 січня 1992 (вік 24 роки)     | 1    | 0    | АІК               |

## Група F

### Португалія
Головний тренер: Фернанду Сантуш
Остаточний склад був оголошений 17 травня.
| №  | Поз. | Гравець               | Дата народження (вік)            | Ігри | Голи | Клуб               |
| -- | ---- | --------------------- | -------------------------------- | ---- | ---- | ------------------ |
| 1  | ВР   | Руй Патрісіу          | 15 лютого 1988 (вік 28 років)    | 43   | 0    | Спортінг (Лісабон) |
| 2  | ЗХ   | Бруну Алвеш           | 27 листопада 1981 (вік 34 роки)  | 84   | 10   | Фенербахче         |
| 3  | ЗХ   | Пепе                  | 26 лютого 1983 (вік 33 роки)     | 70   | 3    | Реал Мадрид        |
| 4  | ЗХ   | Жозе Фонті            | 22 грудня 1983 (вік 32 роки)     | 10   | 0    | Саутгемптон        |
| 5  | ЗХ   | Рафаел Геррейру       | 22 грудня 1993 (вік 22 роки)     | 6    | 2    | Лор'ян             |
| 6  | ЗХ   | Рікарду Карвалью      | 18 травня 1978 (вік 38 років)    | 84   | 5    | Монако             |
| 7  | НП   | Кріштіану Роналду (к) | 5 лютого 1985 (вік 31 рік)       | 125  | 56   | Реал Мадрид        |
| 8  | ПЗ   | Жуан Моутінью         | 8 вересня 1986 (вік 29 років)    | 82   | 4    | Монако             |
| 9  | НП   | Едер                  | 22 грудня 1987 (вік 28 років)    | 24   | 2    | Лілль              |
| 10 | ПЗ   | Жуан Маріу            | 19 січня 1993 (вік 23 роки)      | 9    | 0    | Спортінг (Лісабон) |
| 11 | ПЗ   | Вієйрінья             | 24 січня 1986 (вік 30 років)     | 20   | 1    | Вольфсбург         |
| 12 | ВР   | Антоні Лопеш          | 1 жовтня 1990 (вік 25 років)     | 4    | 0    | Ліон               |
| 13 | ПЗ   | Данілу Перейра        | 9 вересня 1991 (вік 24 роки)     | 10   | 0    | Порту              |
| 14 | ПЗ   | Вільям Карвалью       | 7 квітня 1992 (вік 24 роки)      | 18   | 0    | Спортінг (Лісабон) |
| 15 | ПЗ   | Андре Гоміш           | 30 липня 1993 (вік 22 роки)      | 6    | 0    | Валенсія           |
| 16 | ПЗ   | Ренату Санчеш         | 18 серпня 1997 (вік 18 років)    | 3    | 0    | Бенфіка (Лісабон)  |
| 17 | НП   | Нані                  | 17 листопада 1986 (вік 29 років) | 94   | 18   | Фенербахче         |
| 18 | ПЗ   | Рафа Сілва            | 17 травня 1993 (вік 23 роки)     | 7    | 0    | Брага              |
| 19 | ЗХ   | Елізеу                | 1 жовтня 1983 (вік 32 роки)      | 15   | 1    | Бенфіка (Лісабон)  |
| 20 | НП   | Рікарду Кварежма      | 26 вересня 1983 (вік 32 роки)    | 48   | 5    | Бешикташ           |
| 21 | ЗХ   | Седрік Суареш         | 31 серпня 1991 (вік 24 роки)     | 10   | 0    | Саутгемптон        |
| 22 | ВР   | Едуарду               | 19 вересня 1982 (вік 33 роки)    | 35   | 0    | Динамо (Загреб)    |
| 23 | ПЗ   | Адріен Сілва          | 15 березня 1989 (вік 27 років)   | 8    | 0    | Спортінг (Лісабон) |

### Ісландія
Головні тренери:  Ларс Лагербек & Геймір Гатльгрімссон
| №  | Поз. | Гравець                   | Дата народження (вік)          | Ігри | Голи | Клуб             |
| -- | ---- | ------------------------- | ------------------------------ | ---- | ---- | ---------------- |
| 1  | ВР   | Ганнес Тор Галльдорссон   | 28 квітня 1984 (вік 32 роки)   | 32   | 0    | Буде-Глімт       |
| 2  | ЗХ   | Біркір Мар Севарссон      | 11 листопада 1984 (вік 31 рік) | 56   | 0    | Гаммарбю         |
| 3  | ЗХ   | Гаукур Гаукссон           | 1 вересня 1991 (вік 24 роки)   | 6    | 0    | АІК              |
| 4  | ЗХ   | Г'єртур Германнссон       | 8 лютого 1995 (вік 21 рік)     | 2    | 0    | Гетеборг         |
| 5  | ЗХ   | Сверрір Інгі Інгасон      | 5 серпня 1993 (вік 22 роки)    | 4    | 1    | Локерен          |
| 6  | ЗХ   | Рагнар Сігурдссон         | 19 червня 1986 (вік 29 років)  | 54   | 1    | Краснодар        |
| 7  | ПЗ   | Йоганн Берг Гудмундссон   | 27 жовтня 1990 (вік 25 років)  | 45   | 5    | Чарльтон Атлетик |
| 8  | ПЗ   | Біркір Б'ярнасон          | 27 травня 1988 (вік 28 років)  | 46   | 6    | Базель           |
| 9  | НП   | Колбейнн Сігторссон       | 14 березня 1990 (вік 26 років) | 37   | 19   | Нант             |
| 10 | ПЗ   | Гілфі Сігурдссон          | 9 вересня 1989 (вік 26 років)  | 37   | 12   | Свонсі Сіті      |
| 11 | НП   | Альфред Фіннбогасон       | 1 лютого 1989 (вік 27 років)   | 32   | 7    | Аугсбург         |
| 12 | ВР   | Егмундур Крістінссон      | 19 червня 1989 (вік 26 років)  | 10   | 0    | Гаммарбю         |
| 13 | ВР   | Інгвар Йонссон            | 18 жовтня 1989 (вік 26 років)  | 4    | 0    | Саннефіорд       |
| 14 | ЗХ   | Карі Арнасон              | 13 жовтня 1982 (вік 33 роки)   | 47   | 2    | Мальме           |
| 15 | НП   | Йон Даді Бодварссон       | 25 травня 1992 (вік 24 роки)   | 20   | 1    | Кайзерслаутерн   |
| 16 | ПЗ   | Рунар Мар Сігурйонссон    | 18 червня 1990 (вік 25 років)  | 9    | 1    | ГІФ Сундсвалль   |
| 17 | ПЗ   | Арон Гуннарссон (к)       | 22 квітня 1989 (вік 27 років)  | 57   | 2    | Кардіфф Сіті     |
| 18 | ПЗ   | Теодор Ельмар Б'ярнасон   | 4 березня 1987 (вік 29 років)  | 25   | 0    | Орхус            |
| 19 | ЗХ   | Гердур Б'єргвін Магнуссон | 11 лютого 1993 (вік 23 роки)   | 3    | 0    | Чезена           |
| 20 | ПЗ   | Еміль Гадльвредссон       | 29 червня 1984 (вік 31 рік)    | 52   | 1    | Удінезе          |
| 21 | ПЗ   | Арнор Інгві Траустасон    | 30 квітня 1993 (вік 23 роки)   | 6    | 3    | Норрчепінг       |
| 22 | НП   | Ейдур Ґудьйонсен          | 15 вересня 1978 (вік 37 років) | 84   | 25   | Мольде           |
| 23 | ЗХ   | Арі Фрейр Скуласон        | 14 травня 1987 (вік 29 років)  | 37   | 0    | Оденсе           |

### Австрія
Головний тренер:  Марсель Коллер
Австрія оголосила про свою остаточну заявка 31 травня. 
| №  | Поз. | Гравець              | Дата народження (вік)            | Ігри | Голи | Клуб                     |
| -- | ---- | -------------------- | -------------------------------- | ---- | ---- | ------------------------ |
| 1  | ВР   | Роберт Альмер        | 20 березня 1984 (вік 32 роки)    | 27   | 0    | Аустрія (Відень)         |
| 2  | ЗХ   | Дьордь Гаріч         | 8 березня 1984 (вік 32 роки)     | 41   | 2    | Дармштадт 98             |
| 3  | ЗХ   | Александар Драгович  | 6 березня 1991 (вік 25 років)    | 46   | 1    | Динамо (Київ)            |
| 4  | ЗХ   | Мартін Гінтереггер   | 7 вересня 1992 (вік 23 роки)     | 13   | 0    | Боруссія (Менхенгладбах) |
| 5  | ЗХ   | Крістіан Фукс ((к))  | 7 квітня 1986 (вік 30 років)     | 74   | 1    | Лестер Сіті              |
| 6  | ПЗ   | Штефан Ільзанкер     | 18 травня 1989 (вік 27 років)    | 15   | 0    | РБ Лейпциг               |
| 7  | ПЗ   | Марко Арнаутович     | 19 квітня 1989 (вік 27 років)    | 51   | 11   | Сток Сіті                |
| 8  | ПЗ   | Давід Алаба          | 24 червня 1992 (вік 23 роки)     | 45   | 11   | Баварія (Мюнхен)         |
| 9  | НП   | Рубін Окоті          | 6 червня 1987 (вік 29 років)     | 17   | 2    | Мюнхен 1860              |
| 10 | ПЗ   | Златко Юнузович      | 26 вересня 1987 (вік 28 років)   | 47   | 7    | Вердер (Бремен)          |
| 11 | ПЗ   | Мартін Гарнік        | 10 червня 1987 (вік 29 років)    | 57   | 14   | Штутгарт                 |
| 12 | ВР   | Гайнц Лінднер        | 17 липня 1990 (вік 25 років)     | 8    | 0    | Айнтрахт (Франкфурт)     |
| 13 | ЗХ   | Маркус Зуттнер       | 16 квітня 1987 (вік 29 років)    | 16   | 0    | Інгольштадт 04           |
| 14 | ПЗ   | Юліан Баумгартлінгер | 2 січня 1988 (вік 28 років)      | 44   | 1    | Майнц 05                 |
| 15 | ЗХ   | Себастьян Предль     | 21 червня 1987 (вік 28 років)    | 56   | 4    | Вотфорд                  |
| 16 | ЗХ   | Кевін Віммер         | 15 листопада 1992 (вік 23 роки)  | 3    | 0    | Тоттенгем Готспур        |
| 17 | ЗХ   | Флоріан Кляйн        | 17 листопада 1986 (вік 29 років) | 36   | 0    | Штутгарт                 |
| 18 | ПЗ   | Алессандро Шепф      | 7 лютого 1994 (вік 22 роки)      | 3    | 0    | Шальке 04                |
| 19 | НП   | Лукас Гінтерзеєр     | 28 березня 1991 (вік 25 років)   | 9    | 0    | Інгольштадт 04           |
| 20 | ПЗ   | Марсель Забітцер     | 17 березня 1994 (вік 22 роки)    | 17   | 3    | РБ Лейпциг               |
| 21 | НП   | Марк Янко            | 25 червня 1983 (вік 32 роки)     | 53   | 26   | Базель                   |
| 22 | ПЗ   | Якоб Янчер           | 8 січня 1989 (вік 27 років)      | 21   | 1    | Люцерн                   |
| 23 | ВР   | Рамазан Езджан       | 28 червня 1984 (вік 31 рік)      | 7    | 0    | Інгольштадт 04           |

### Угорщина
Головний тренер:  Бернд Шторк
Угорщина оголосила остаточний склад 31 травня
| №  | Поз. | Гравець            | Дата народження (вік)            | Ігри | Голи | Клуб                |
| -- | ---- | ------------------ | -------------------------------- | ---- | ---- | ------------------- |
| 1  | ВР   | Габор Кірай        | 1 квітня 1976 (вік 40 років)     | 102  | 0    | Халадаш             |
| 2  | ЗХ   | Адам Ланг          | 17 січня 1993 (вік 23 роки)      | 10   | 0    | Відеотон            |
| 3  | ЗХ   | Мігай Коргут       | 1 грудня 1988 (вік 27 років)     | 4    | 0    | Дебрецен            |
| 4  | ЗХ   | Тамаш Кадар        | 14 березня 1990 (вік 26 років)   | 29   | 0    | Лех (Познань)       |
| 5  | ЗХ   | Аттіла Фіола       | 17 лютого 1990 (вік 26 років)    | 14   | 0    | Академія Пушкаша    |
| 6  | ПЗ   | Акош Елек          | 21 липня 1988 (вік 27 років)     | 38   | 1    | Діошдьйор           |
| 7  | НП   | Балаж Джуджак (к)  | 23 грудня 1986 (вік 29 років)    | 77   | 18   | Бурсаспор           |
| 8  | ПЗ   | Адам Надь          | 17 червня 1995 (вік 20 років)    | 7    | 0    | Ференцварош         |
| 9  | НП   | Адам Салаї         | 9 грудня 1987 (вік 28 років)     | 31   | 8    | Ганновер 96         |
| 10 | НП   | Золтан Гера        | 22 квітня 1979 (вік 37 років)    | 88   | 24   | Ференцварош         |
| 11 | НП   | Крістіан Немет     | 5 січня 1989 (вік 27 років)      | 24   | 3    | Аль-Гарафа          |
| 12 | ВР   | Денеш Дібус        | 16 листопада 1990 (вік 25 років) | 4    | 0    | Ференцварош         |
| 13 | НП   | Даніель Беде       | 24 жовтня 1986 (вік 29 років)    | 12   | 4    | Ференцварош         |
| 14 | ПЗ   | Гергьо Ловренчич   | 1 вересня 1988 (вік 27 років)    | 11   | 1    | Лех (Познань)       |
| 15 | ПЗ   | Ласло Кляйнгайслер | 8 квітня 1994 (вік 22 роки)      | 4    | 1    | Вердер (Бремен)     |
| 16 | ЗХ   | Адам Пінтер        | 12 червня 1988 (вік 27 років)    | 20   | 0    | Ференцварош         |
| 17 | НП   | Неманья Николич    | 31 грудня 1987 (вік 28 років)    | 18   | 3    | Легія (Варшава)     |
| 18 | ПЗ   | Золтан Штібер      | 16 жовтня 1988 (вік 27 років)    | 11   | 2    | Нюрнберг            |
| 19 | НП   | Тамаш Прішкін      | 27 вересня 1986 (вік 29 років)   | 55   | 17   | Слован (Братислава) |
| 20 | ЗХ   | Річард Гузміч      | 16 квітня 1987 (вік 29 років)    | 13   | 1    | Вісла (Краків)      |
| 21 | ЗХ   | Барнабаш Беше      | 6 травня 1994 (вік 22 роки)      | 0    | 0    | МТК (Будапешт)      |
| 22 | ВР   | Петер Гулачи       | 6 травня 1990 (вік 26 років)     | 3    | 0    | РБ Лейпциг          |
| 23 | ЗХ   | Роланд Юхас        | 1 липня 1983 (вік 32 роки)       | 91   | 6    | Відеотон            |

## Статистика

### За клубом
| Гравців | Клуби |
| ------- | --- |
| 12      | Ліверпуль Ювентус |
| 11      | Тоттенгем Готспур |
| 10      | Манчестер Юнайтед |
| 9       | Баварія (Мюнхен) Барселона Фенербахче |
| 8       | Арсенал Рома ЦСКА (Москва) Реал Мадрид Зеніт (Санкт-Петербург) Базель Шахтар (Донецьк) |
| 7       | Саутгемптон Бешикташ Динамо (Київ) |
| 6       | Динамо (Загреб) Вікторія (Плзень) Челсі, Евертон,Манчестер Сіті Ференцварош Наполі |
| 5       | Сток Сіті Боруссія (Дортмунд) Фіорентіна Легія (Варшава) Краснодар, Локомотив (Москва) Бурсаспор, Галатасарай |
| 4       | Спарта (Прага) Крістал Пелес, Дербі Каунті, Лестер Сіті, Редінг, Вотфорд, Вест-Бромвіч Альбіон, Вест Гем Юнайтед Парі Сен-Жермен Баєр 04, Боруссія (Менхенгладбах), РБ Лейпциг, Шальке 04, Вольфсбург Лаціо Спортінг (Лісабон) Стяуа Атлетіко (Мадрид), Севілья Свонсі Сіті |
| 3       | Лудогорець Рієка Копенгаген Бернлі, Норвіч Сіті, Шеффілд Венсдей Ліон, Монако, Нант, Ренн Кельн, Майнц 05, Гоффенгайм 1899, Інгольштадт 04, Вердер (Бремен) Інтернаціонале, Торіно Лех (Познань) Бенфіка (Лісабон) Астра Слован (Братислава) Касимпаша Дніпро (Дніпропетровськ), Зоря (Луганськ) |
| 2       | Бірмінгем Сіті, Блекберн Роверз, Фулгем, Мілтон Кінз Донз, Ноттінгем Форест, Сандерленд Марсель Айнтрахт (Франкфурт), Аугсбург, Гамбург, Герта (Берлін), Штутгарт ПАОК Відеотон Мілан, Палермо Лехія (Гданськ), Вісла (Краків) Порту Аль-Гарафа Спартак (Москва) Атлетік (Більбао), Сельта, Валенсія АІК, Гаммарбю, Норрчепінг, Мальме Грассгоппер, Янг Бойз Генчлербірлігі, Істанбул ББ, Трабзонспор |
| 1       | Партизані, Скендербеу Мельбурн Сіті Аустрія (Відень), Рапід (Відень) Карабах Брюгге, Генк, Локерен, Мехелен, Остенде Монреаль Імпакт Бейдзін Гоань Хайдук (Спліт) Яблонець, Славія (Прага), Слован (Ліберець) Орхус, Нордшелланд, Оденсе Астон Вілла, Борнмут, Брайтон енд Гоув Альбіон, Чарльтон Атлетик, Донкастер Роверз, Флітвуд Таун, Галл Сіті, Іпсвіч Таун, Лідс Юнайтед, Міллволл, Ньюкасл Юнайтед, Ноттс Каунті, Квінз Парк Рейнджерс, Віган Атлетік, Вулвергемптон Вондерерз Бордо, Лілль, Лор'ян, Тулуза Мюнхен 1860, Кайзерслаутерн, Нюрнберг, Дармштадт 98, Ганновер 96, Фрайбург Олімпіакос, Панатінаїкос, ПАС Яніна Дебрецен, Діошдьйор, Халадаш, МТК (Будапешт), Академія Пушкаша Хапоель (Беер-Шева) Болонья, Кальярі, Чезена, Комо, Емполі, Фрозіноне, Дженоа, Пескара, Сампдорія, Сассуоло, Удінезе Кайрат Вадуц УАНЛ Тигрес Аякс (Амстердам), Віллем II Буде-Глімт, Мольде, Саннефіорд Краковія, Рух (Хожув), Заглембє (Любін) Брага Аль-Сайлія Динамо (Бухарест), Пандурій Амкар, Динамо (Москва), Терек, Уфа Аль-Іттіхад Абердин, Селтік, Гамільтон Академікал, Інвернесс Каледоніан Тісл, Кілмарнок, Сент-Джонстон Жиліна Кордова, Малага, Райо Вальєкано, Вільярреал ГІФ Сундсвалль, Гетеборг Лугано, Люцерн, Цюрих Османлиспор Колорадо Репідз, Лос-Анджелес Гелаксі Кардіфф Сіті |

### За країною
| Гравців | Країна                                                                                           |
| ------- | ------------------------------------------------------------------------------------------------ |
| 134     | Англія                                                                                           |
| 65      | Німеччина                                                                                        |
| 56      | Італія                                                                                           |
| 36      | Туреччина                                                                                        |
| 35      | Іспанія                                                                                          |
| 31      | Росія                                                                                            |
| 22      | Франція                                                                                          |
| 21      | Україна                                                                                          |
| 15      | Польща, Швейцарія                                                                                |
| 13      | Чехія, Угорщина                                                                                  |
| 10      | Хорватія, Португалія, Швеція                                                                     |
| 9       | Румунія                                                                                          |
| 6       | Данія, Шотландія                                                                                 |
| 5       | Бельгія, Греція, Уельс                                                                           |
| 4       | Словаччина                                                                                       |
| 3       | Болгарія, Норвегія, Катар                                                                        |
| 2       | Албанія, Австрія, Нідерланди, США                                                                |
| 1       | Австралія, Азербайджан, Канада, КНР, Ізраїль, Казахстан, Ліхтенштейн, Мексика, Саудівська Аравія |